# مویه‌گر شکم‌روشن
مویه‌گر شکم‌روشن (نام علمی: Rhytipterna immunda) یک گونه از پرندگان خانوادهٔ ژیان‌مرغان است.
در برزیل، کلمبیا، گویان فرانسه، سورینام و ونزوئلا یافت می‌شود و زیستگاه طبیعی آن درختچه‌زارهای نیمه‌گرمسیری یا استوایی خشک است.